# راين ماكبارتلن
راين ماكبارتلن (بالإنجليزية: Ryan McPartlin)‏ (ولد في 3 يوليو 1975) هو ممثل أمريكي.

## النشأة
ولد ماكبارتلن في شيكاغو، إلينوي، لستيف ولويس ماكبارتلن. وقد عاش في جلن ألن، إلينوي (وهي ضاحية من ضواحي شيكاغو)، وقد ألتحق بساوث جلنبارد الثانوية. حصل على درجة الدكتوراه في الاتصالات من جامعة إلينوي في إربانا-تشامبين. وكان عضوا في فريق كرة القدم فايتنج إليني، كسب رسالة اسكواش باعتباره الظهير في عام 1994. بعد تخرجه، قرر ماكبارتلن قضاء ستة أشهر في أستراليا ونيوزيلندا لاستكشاف المناطق النائية وتحديد المسار الوظيفي الذي كان ينبغي أن يتبعه. أصبح واضحا أنه يريد أن يكون ممثلا، حتى انه نقل إلى جنوب ولاية كاليفورنيا لمتابعة حلمه.

## الحياة الشخصية
ماكبارتلن لديه شهادة التدريب الشخصي. وهو متزوج من الممثلة دانيال كرلن منذ 26 أكتوبر 2002.

## روابط خارجية
- راين ماكبارتلن على موقع IMDb (الإنجليزية)
- راين ماكبارتلن على موقع ألو سيني (الفرنسية)
- راين ماكبارتلن على موقع أول موفي (الإنجليزية)
- راين ماكبارتلن على موقع إن إن دي بي (الإنجليزية)
- راين ماكبارتلن على موقع قاعدة بيانات الفيلم (الإنجليزية)
- راين ماكبارتلن على موقع كينوبويسك (الروسية)